# Edipo a Colono (Pizzetti)
Edipo a Colono è una musica incidentale per l'omonima tragedia di Sofocle, composta da Ildebrando Pizzetti. È stata eseguita per la prima volta al teatro greco di Siracusa il 24 aprile 1936, ma non è stata successivamente pubblicata dall'autore.